# Chris Wallace (manager NBA)
Pour les articles homonymes, voir Christopher Wallace.
Chris Wallace, originaire de Buckhannon, en Virginie-Occidentale est manager général et vice-président du club de basket-ball de la National Basketball Association (NBA) des Grizzlies de Memphis.
Il a signé pour Memphis le 18 juin 2007. Ses principales responsabilités sont la signature des agents libres (free agent), les tractations et la préparation des draft. Auparavant il a été manager général des Celtics de Boston pendant dix ans et travaille pour la NBA depuis 1986; par contre il n'a jamais été ni joueur ni entraîneur de NBA.